# Klempau
Klempau település Németországban, Schleswig-Holstein tartományban. Lakosainak száma 607 fő (2023. december 31.).

## Népesség
A település népességének változása:
| Lakosok száma | 470  | 623  | 611  | 604  | 597  | 607  |
|               | 1975 | 2017 | 2019 | 2021 | 2022 | 2023 |